# Équipe du Bénin de football
Cet article traite de l'équipe masculine. Pour l'équipe féminine, voir Équipe du Bénin féminine de football.
Maillots
L'équipe du Bénin de football est constituée par une sélection des meilleurs joueurs béninois sous l'égide de la Fédération béninoise de football. En 2021, l'équipe est renommée les Guépards.

## Histoire

### Les débuts
L'équipe du Bénin de football est constituée par une sélection de joueurs sous l'égide de la Fédération béninoise de football. Le premier match officiel du Dahomey s'est joué à domicile contre le Nigeria le 8 novembre 1959 et s'est soldé par une défaite de 1 à 0. Le match fut joué alors que le pays dépendait encore de la France (1er août 1960, date de l’indépendance).
Elle est fondée et affiliée à la FIFA depuis 1962 et est membre de la Confédération africaine de football depuis 1969.

### 2008: Le recrutement de joueurs par curriculum vitæ
En manque de joueurs à 1 mois de la Coupe d'Afrique des nations de football 2008, la fédération décide dans l’urgence de mettre un espace candidature sur son site internet dans l'optique de recruter des joueurs, l’idée semble originale mais  reflète un manque de professionnalisme et d’organisation au sein de la fédération à cette époque. Le fonctionnement du recrutement était  simple, pour tout intéressé il suffisait d’avoir des origines béninoises, d’évoluer en Europe au minimum dans la 4ème division nationale du pays auquel on évolue et de transmettre via un lien son CV et une vidéo.
Si le profil était intéressant, vous étiez contacté pour prendre part au stage de préparation. Le Bénin possédait peu de joueurs évoluant dans le top 5 européen ; de ce fait, la sélection ne pouvait pas se rendre au Ghana en misant sur un effectif majoritairement issu du championnat local et de la sous région. De plus, une mauvaise préparation avait été effectuée.
Finalement, aucun joueur n'a été recruté, mais ça a permis à la Fédération de se créer une Base de données des binationaux évoluant en Europe.

### 2010-2011: Crise au sein de la Fédération
Le Football béninois traverse depuis un certain temps une crise due au fait que les différents acteurs chargés de la gestion du football n’arrivent pas à s'entendre. De telle sorte qu’aujourd’hui, la fédération béninoise de football est devenue un monstre à deux têtes tiraillé de part et d’autre. Cette crise a entraîné la suspension du championnat de football.
Puis a eu lieu l’interpellation et l’incarcération du président de la fédération de football Anjorin Moucharaf. Pour avoir plus d’éclaircissements en ce qui concerne ce dossier, deux membres de la Fédération à savoir Augustin Ahouanvoèbla et Adam Chabi Wahab, furent reçus au cours de l’émission « Ma part de vérité ». Selon Adam Chabi Wahab, lorsque l’on en veut seulement au président Anjorin, cela est injuste car ce n'est pas normal qu’on l’accuse pour gestion solitaire. Toujours dans le même ordre d’idées, Augustin Ahouanvoèbla a précisé qu'Anjorin Moucharaf a été injustement emprisonné.
Conformément aux dispositions de la CAF et de la FIFA, le tribunal est incompétent pour se prononcer sur ce dossier. En réalité selon les textes, seul le premier vice-président et le trésorier général apposent leur signature sur le chèque. Puisque le président de la Fédération n’est pas autorisé à signer le chèque a-t-il précisé, Augustin Ahouanvoèbla persiste et signe qu'Anjorin Moucharaf fut injustement emprisonné.

### 2012-2013: Fin de la crise et création du nouveau bureau de la FBF
Quelques jours après la décision de la cour d’appel qui condamnait le gouvernement et Anjorin, la cour suprême donne finalement son verdict en annulant la décision de la cour d’appel et confirme donc la légalité du Bureau d’Anjorin Moucharaf qui ira au terme de son mandat en août 2013.
La crise qui secouait le football béninois depuis décembre 2010 connaît ainsi son épilogue après deux années de bataille juridique entre les camps Anjorin et Attolou.
Le nouveau bureau de la Fédération Béninoise de Football entra en fonction le 2 octobre au siège de la Fédération Béninoise de Football. La passation de service eut lieu dans une bonne ambiance : le public qui était présent au siège de la FBF a donc eu droit à des accolades entre Valère Glèlè et le président sortant Anjorin Moucharaf, des poignées de main sincères entre Moucharaf et Ahouenvoebla et des discussions franches entre Quentin Didavi (membre du bureau sortant et frère de Bruno Didavi) et les membres du nouveau bureau.

### 2021: Polémique autour de la rencontre Bénin-Sierra Leone
Le match entre les Leone Stars de Sierra Leone et les Guépards du Bénin qui devait se dérouler le 30 mars 2021 dans le cadre des éliminatoires de la Can 2021, est annulé après le refus du Bénin de jouer, car plusieurs joueurs de la sélection sont annoncés positifs au Covid-19 par les autorités médicales Sierra-léonaise juste avant le coup d'envoi. Le lendemain, la CAF décide de reporter la rencontre à la prochaine fenêtre internationale de la FIFA en juin.
Reprogrammé le 14 juin 2021 et délocalisé à Conakry, cette rencontre est de nouveau reportée, cette fois-ci au lendemain, en raison de cas positifs dans l'effectif de la Sierra Leone.

### 2022: Changement de surnom et développement du Football local
Après une longue période de disette sportive, le comité exécutif de la fédération nationale de football du Bénin décide en février 2022 un changement de surnom pour les joueurs de la sélection nationale. Arguant que les "écureuils" ne font peur à personne, la fédération voudrait en effet rebaptiser la sélection "les dragons noirs".
Mathurin de Chacus a officiellement annoncé, en marge de l’assemblée générale d'aout 2022 lors de sa réélection à la tête de la FBF, que la sélection nationale du Bénin a désormais changé de surnom,,:
Le surnom d'Écureuils appartient au passé; à partir de maintenant, nos footballeurs s'appelleront les Guépards...
La Fédération internationale de football association (FIFA) met en place un programme pour le développement du football au Bénin. L’annonce a été faite à travers une correspondance adressée au président de la Fédération béninoise de football ( FBF), Mathurin de Chacus le vendredi 16 septembre 2022, « Coach on the ground », c’est le nouveau programme que la FIFA entend mettre en œuvre.
Il fait suite à la visite du président de la FBF, Mathurin de Chacus au siège de la Confédération africaine de football (CAF) au Caire, et au bureau de la FIFA à Paris.
Dans le cadre de ce programme, une mission technique de la faîtière du football mondial va se rendre très prochainement au Bénin pour présenter les résultats de l’analyse de l’écosystème, les recommandations et échanger sur ledit programme.

## Palmarès
- Coupe d'Afrique des nations (4)
  - 1er tour: 2004, 2008, 2010
  - 1/4 de final: 2019

- Coupe du monde (0)
  - 1er tour : 0

- Autre trophée (2)
  -  : Tournoi des 4 nations d'Antalya (2022)
  -  : Tournoi des 4 nations d'Accra (2008)

## Classement FIFA
| Année              | 1993 | 1994 | 1995 | 1996 | 1997 | 1998 | 1999 | 2000 | 2001 | 2002 | 2003 | 2004 | 2005 | 2006 | 2007 | 2008 | 2009 | 2010 | 2011 | 2012 | 2013 | 2014 | 2015 | 2016 | 2017 | 2018 | 2019 | 2020 | 2021 | 2022 | 2023 |
| ------------------ | ---- | ---- | ---- | ---- | ---- | ---- | ---- | ---- | ---- | ---- | ---- | ---- | ---- | ---- | ---- | ---- | ---- | ---- | ---- | ---- | ---- | ---- | ---- | ---- | ---- | ---- | ---- | ---- | ---- | ---- | ---- |
| Classement mondial | 130  | 143  | 161  | 143  | 137  | 127  | 140  | 148  | 152  | 146  | 121  | 122  | 113  | 114  | 97   | 101  | 59   | 71   | 124  | 75   | 99   | 89   | 78   | 66   | 82   | 94   | 84   | 83   | 83   | 85   | 92   |

## Compétitions

### Parcours enCoupe du monde
| Année | Position     |      | Année         | Position |                        | Année | Position |
| 1930  | Non inscrite | 1974 | Non qualifiée | 2010     | Non qualifiée          |       |          |
| 1934  | Non inscrite | 1978 | Non inscrite  | 2014     | Non qualifiée          |       |          |
| 1938  | Non inscrite | 1982 | Non inscrite  | 2018     | Non qualifiée          |       |          |
| 1950  | Non inscrite | 1986 | Non qualifiée | 2022     | Non qualifiée          |       |          |
| 1954  | Non inscrite | 1990 | Non inscrite  | 2026     | Éliminatoires en cours |       |          |
| 1958  | Non inscrite | 1994 | Non qualifiée | 2030     | À venir                |       |          |
| 1962  | Non inscrite | 1998 | Non inscrite  | 2034     | À venir                |       |          |
| 1966  | Non inscrite | 2002 | Non qualifiée |          |                        |       |          |
| 1970  | Non inscrite | 2006 | Non qualifiée |          |                        |       |          |

### Éliminatoires de la Coupe du monde 2010
Deuxième tour - Groupe 3
| Rang | Équipe  | Pts | J | G | N | P | Bp | Bc | Diff |  | Résultats (▼ dom., ► ext.) |     |     |     |     |
| ---- | ------- | --- | - | - | - | - | -- | -- | ---- |  | -------------------------- | --- | --- | --- | --- |
| 1    | Bénin   | 12  | 6 | 4 | 0 | 2 | 12 | 8  | +4   |  | Bénin                      |     | 3-2 | 4-1 | 2-0 |
| 2    | Angola  | 10  | 6 | 3 | 1 | 2 | 11 | 8  | +3   |  | Angola                     | 3-0 |     | 0-0 | 3-1 |
| 3    | Ouganda | 10  | 6 | 3 | 1 | 2 | 8  | 9  | -1   |  | Ouganda                    | 2-1 | 3-1 |     | 1-0 |
| 4    | Niger   | 3   | 6 | 1 | 0 | 5 | 5  | 11 | -6   |  | Niger                      | 0-2 | 1-2 | 3-1 |     |

Troisième tour - Groupe D
| Rang | Équipe | Pts | J | G | N | P | Bp | Bc | Diff |  | Résultats (▼ dom., ► ext.) |     |     |     |     |
| ---- | ------ | --- | - | - | - | - | -- | -- | ---- |  | -------------------------- | --- | --- | --- | --- |
| 1    | Ghana  | 13  | 6 | 4 | 1 | 1 | 9  | 3  | +6   |  | Ghana                      |     | 2-2 | 1-0 | 2-0 |
| 2    | Bénin  | 10  | 6 | 3 | 1 | 2 | 6  | 6  | 0    |  | Mali                       | 0-2 |     | 3-1 | 1-0 |
| 3    | Mali   | 9   | 6 | 2 | 3 | 1 | 8  | 7  | +1   |  | Bénin                      | 1-0 | 1-1 |     | 1-0 |
| 4    | Soudan | 1   | 6 | 0 | 1 | 5 | 2  | 9  | -7   |  | Soudan                     | 0-2 | 1-1 | 1-2 |     |

- Le Ghana est qualifié pour la Coupe du monde 2010 et la Coupe d'Afrique des Nations 2010.
- Le Mali et le Bénin sont qualifiés pour la Coupe d'Afrique des Nations 2010.
- Le Soudan est éliminé des deux compétitions.

### Éliminatoires de la Coupe du monde 2014
Classement
| Rang | Équipe  | Pts | J | G | N | P | Bp | Bc | Diff |  | Résultats (▼ dom., ► ext.) |     |     |     |     |
| ---- | ------- | --- | - | - | - | - | -- | -- | ---- |  | -------------------------- | --- | --- | --- | --- |
| 1    | Algérie | 15  | 6 | 5 | 0 | 1 | 13 | 4  | +9   |  | Algérie                    |     | 1-0 | 3-1 | 4-0 |
| 2    | Mali    | 8   | 6 | 2 | 2 | 2 | 7  | 7  | 0    |  | Mali                       | 2-1 |     | 2-2 | 1-1 |
| 3    | Bénin   | 8   | 6 | 2 | 2 | 2 | 8  | 9  | -1   |  | Bénin                      | 1-3 | 1-0 |     | 2-0 |
| 4    | Rwanda  | 2   | 6 | 0 | 2 | 4 | 3  | 11 | -8   |  | Rwanda                     | 0-1 | 1-2 | 1-1 |     |

Le Rwanda, le Bénin et le Mali sont éliminés de la course à la qualification pour la Coupe du monde 2014.
L'Algérie est qualifiée pour le troisième et dernier tour.

### Éliminatoires de la Coupe du monde 2018
Deuxième tour
Les rencontres se sont déroulées en novembre 2015.
| Match | Équipe 1 | Résultat | Équipe 2     | Aller | Retour |
| ----- | -------- | -------- | ------------ | ----- | ------ |
| 31    | Bénin    | 2 - 3    | Burkina Faso | 2 - 1 | 0 - 2  |

Victoire 2-1 à l'aller, mais défaite 0-2 au match retour à Ouagadougou au Stade du 4-Août.
Le Bénin est éliminé et n’accédera pas au troisième tour.

### Éliminatoires de la Coupe du monde 2022
Groupe J
| Rang | Équipe     | Pts | J | G | N | P | Bp | Bc | Diff |  | Résultats (▼ dom., ► ext.) |     |     |     |     |
| ---- | ---------- | --- | - | - | - | - | -- | -- | ---- |  | -------------------------- | --- | --- | --- | --- |
| 1    | RD Congo   | 11  | 6 | 3 | 2 | 1 | 9  | 3  | +6   |  | RD Congo                   |     | 2-0 | 1-1 | 2-0 |
| 2    | Bénin      | 10  | 6 | 3 | 1 | 2 | 5  | 4  | +1   |  | Bénin                      | 1-1 |     | 0-1 | 2-0 |
| 3    | Tanzanie   | 8   | 6 | 2 | 2 | 2 | 6  | 8  | -2   |  | Tanzanie                   | 0-3 | 0-1 |     | 3-2 |
| 4    | Madagascar | 4   | 6 | 1 | 1 | 4 | 4  | 9  | -5   |  | Madagascar                 | 1-0 | 0-1 | 1-1 |     |

### Parcours enCoupe d'Afrique

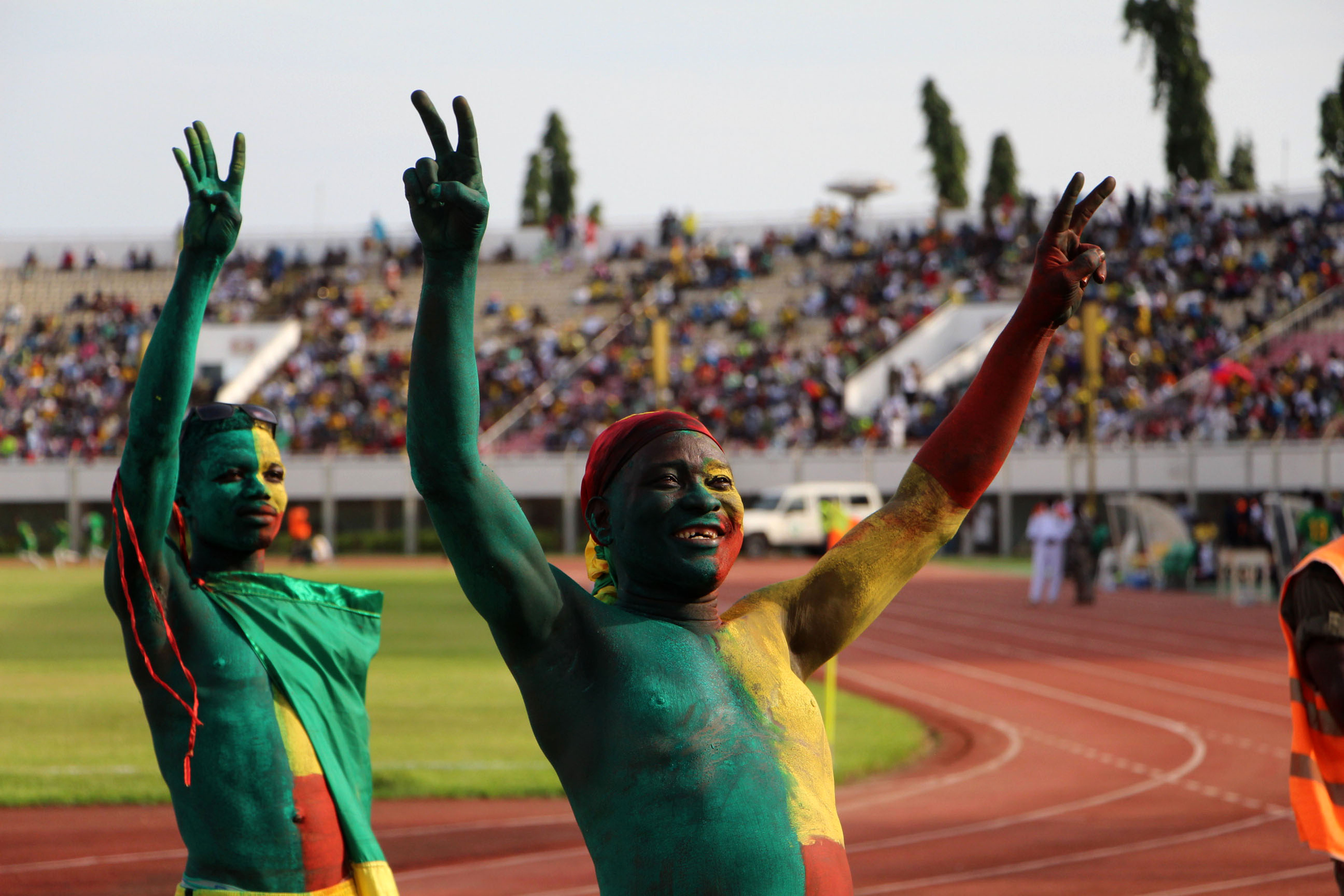
Supporters enthousiastes (2016).

| Année | Position          |      | Année             | Position |                   | Année | Position |
| 1957  | Non inscrite      | 1982 | Non inscrite      | 2006     | Tour préliminaire |       |          |
| 1959  | Non inscrite      | 1984 | Tour préliminaire | 2008     | 1er tour          |       |          |
| 1962  | Non inscrite      | 1986 | Tour préliminaire | 2010     | 1er tour          |       |          |
| 1963  | Non inscrite      | 1988 | Tour préliminaire | 2012     | Tour préliminaire |       |          |
| 1965  | Non inscrite      | 1990 | Tour préliminaire | 2013     | Tour préliminaire |       |          |
| 1968  | Non inscrite      | 1992 | Tour préliminaire | 2015     | Tour préliminaire |       |          |
| 1970  | Non inscrite      | 1994 | Tour préliminaire | 2017     | Tour préliminaire |       |          |
| 1972  | Tour préliminaire | 1996 | Forfait           | 2019     | Quart de finale   |       |          |
| 1974  | Forfait           | 1998 | Tour préliminaire | 2021     | Tour préliminaire |       |          |
| 1976  | Forfait           | 2000 | Tour préliminaire | 2023     | Tour préliminaire |       |          |
| 1978  | Non inscrite      | 2002 | Tour préliminaire | 2025     | À venir           |       |          |
| 1980  | Tour préliminaire | 2004 | 1er tour          | 2027     | À venir           |       |          |

### Coupe d'Afrique des nations 2004
L’équipe du Bénin de football participe pour la première fois de son histoire à la coupe d'Afrique des nations 2004 organisée en Tunisie du 24 janvier au 14 février 2004. Face Nigéria, Moussa Latoundji inscrit le premier but de son pays lors d'une phase finale de la CAN.

Groupe D
| Rang | Équipe         | Pts | J | G | N | P | Bp | Bc | Diff |
| ---- | -------------- | --- | - | - | - | - | -- | -- | ---- |
| 1    | Maroc          | 7   | 3 | 2 | 1 | 0 | 6  | 1  | +5   |
| 2    | Nigeria        | 6   | 3 | 2 | 0 | 1 | 6  | 2  | +4   |
| 3    | Afrique du Sud | 4   | 3 | 1 | 1 | 1 | 3  | 5  | -2   |
| 4    | Bénin          | 0   | 3 | 0 | 0 | 3 | 1  | 8  | -7   |

     Équipe qualifiée ou victorieuse; Pts = points; J = joués; G = gagnés; N = nuls; P = perdus;

Bp = buts pour; Bc = buts contre; Diff = différence de buts
| Premier tour J1             | Nigeria | 0 – 1   | Maroc     | Stade Mustapha-Ben-Jannet, Monastir           |                                               |
| Mardi 27 janvier 2004 14h00 |         | (0 – 0) | 77e Hadji | Spectateurs : 15 000 Arbitrage : Falla N'Doye | Spectateurs : 15 000 Arbitrage : Falla N'Doye |

| Premier tour J1             | Afrique du Sud   | 2 – 0   | Bénin | Stade Taïeb-Mehiri, Sfax                         |                                                  |
| Mardi 27 janvier 2004 18h00 | Nomvethe 58e 76e | (0 – 0) |       | Spectateurs : 12 000 Arbitrage : Koman Coulibaly | Spectateurs : 12 000 Arbitrage : Koman Coulibaly |

| Premier tour J2              | Nigeria                                          | 4 – 0   | Afrique du Sud | Stade Mustapha-Ben-Jannet, Monastir          |                                              |
| Samedi 31 janvier 2004 14h00 | Yobo 4e · Okocha 64e (pen.) · Odemwingie 81e 83e | (1 – 0) |                | Spectateurs : 20 000 Arbitrage : Ali Bujsaim | Spectateurs : 20 000 Arbitrage : Ali Bujsaim |

| Premier tour J2              | Maroc                                                             | 4 – 0   | Bénin | Stade Taïeb-Mehiri, Sfax                      |                                               |
| Samedi 31 janvier 2004 18h00 | Chamakh 17e · Adjamossi 73e (csc) · Ouaddou 75e · El Karkouri 80e | (1 – 0) |       | Spectateurs : 20 000 Arbitrage : Eddy Maillet | Spectateurs : 20 000 Arbitrage : Eddy Maillet |

| Premier tour J3               | Maroc            | 1 – 1   | Afrique du Sud | Stade Mustapha-Ben-Jannet, Monastir           |                                               |
| Mercredi 4 février 2004 18h00 | Safri 38e (pen.) | (1 – 1) | 29e Mayo       | Spectateurs : 6 000 Arbitrage : Hichem Guirat | Spectateurs : 6 000 Arbitrage : Hichem Guirat |

| Premier tour J3               | Nigeria               | 2 – 1   | Bénin         | Stade Taïeb-Mehiri, Sfax                            |                                                     |
| Mercredi 4 février 2004 18h00 | Lawal 35e · Utaka 76e | (1 – 0) | 90e Latoundji | Spectateurs : 15 000 Arbitrage : Essam Abd El Fatah | Spectateurs : 15 000 Arbitrage : Essam Abd El Fatah |

### Coupe d'Afrique des nations 2008
L’équipe du Bénin de football participe pour la deuxième fois à la coupe d'Afrique des nations 2008 organisée au Ghana  20 janvier au 10 février 2008.
| Groupe B |               |     |   |   |   |   |    |    |      |
|          | Équipe        | Pts | J | G | N | P | BP | BC | Diff |
| 1        | Côte d'Ivoire | 9   | 3 | 3 | 0 | 0 | 8  | 1  | +7   |
| 2        | Nigeria       | 4   | 3 | 1 | 1 | 1 | 2  | 1  | +1   |
| 3        | Mali          | 4   | 3 | 1 | 1 | 1 | 1  | 3  | -2   |
| 4        | Bénin         | 0   | 3 | 0 | 0 | 3 | 1  | 7  | -6   |

| 21 janvier | Nigeria       | 0 | 1 | Côte d'Ivoire |
| 21 janvier | Mali          | 1 | 0 | Bénin         |
| 25 janvier | Côte d'Ivoire | 4 | 1 | Bénin         |
| 25 janvier | Nigeria       | 0 | 0 | Mali          |
| 29 janvier | Côte d'Ivoire | 3 | 0 | Mali          |
| 29 janvier | Nigeria       | 2 | 0 | Bénin         |

### Coupe d'Afrique des nations 2010
L’équipe du Bénin de football participe pour la troisième fois, à la  coupe d'Afrique des nations 2010 organisée en Angola du 10 janvier au 31 janvier 2010.

Groupe C
| Rang | Équipe     | Pts | J | G | N | P | Bp | Bc | Diff |
| ---- | ---------- | --- | - | - | - | - | -- | -- | ---- |
| 1    | Égypte     | 9   | 3 | 3 | 0 | 0 | 7  | 1  | +6   |
| 2    | Nigeria    | 6   | 3 | 2 | 0 | 1 | 5  | 3  | +2   |
| 3    | Mozambique | 1   | 3 | 0 | 1 | 2 | 2  | 7  | -5   |
| 4    | Bénin      | 1   | 3 | 0 | 1 | 2 | 2  | 5  | -3   |

| Match | Date       | Équipe 1   | Résultat | Équipe 2   |
| ----- | ---------- | ---------- | -------- | ---------- |
| 5     | 12 janvier | Égypte     | 3-1      | Nigeria    |
| 6     | 12 janvier | Mozambique | 2-2      | Bénin      |
| 13    | 16 janvier | Nigeria    | 1-0      | Bénin      |
| 14    | 16 janvier | Égypte     | 2-0      | Mozambique |
| 21    | 20 janvier | Égypte     | 2-0      | Bénin      |
| 22    | 20 janvier | Nigeria    | 3-0      | Mozambique |

### Coupe d'Afrique des nations 2019
L’équipe du Bénin de football participe à la coupe d'Afrique des nations 2019 organisée en Égypte du 21 juin au 19 juillet 2019. Pour la première fois en quatre participations, elle sort de la phase de poule, grâce à trois matchs nuls. Elle élimine le Maroc aux tirs au but en huitième de finale, avant d'être éliminée en quart-de-finale par le Sénégal (0-1).
Phase de poules
Avec trois matchs nuls, le Bénin termine à la troisième place du groupe F. Cela reste suffisant pour être dans les quatre meilleurs troisièmes de la phase de groupes et se qualifier pour les huitièmes de finale.
| Rang | Équipe        | Pts | J | G | N | P | Bp | Bc | Diff |  | Résultats (▼ dom., ► ext.) |     |     |     |     |
| ---- | ------------- | --- | - | - | - | - | -- | -- | ---- |  | -------------------------- | --- | --- | --- | --- |
| 1    | Ghana         | 5   | 3 | 1 | 2 | 0 | 4  | 2  | +2   |  | Ghana                      |     | 0-0 | 2-2 | 2-0 |
| 2    | Cameroun      | 5   | 3 | 1 | 2 | 0 | 2  | 0  | +2   |  | Cameroun                   | 0-0 |     | 0-0 | 2-0 |
| 3    | Bénin         | 3   | 3 | 0 | 3 | 0 | 2  | 2  | 0    |  | Bénin                      | 2-2 | 0-0 |     | 0-0 |
| 4    | Guinée-Bissau | 1   | 3 | 0 | 1 | 2 | 0  | 4  | -4   |  | Guinée-Bissau              | 0-2 | 0-2 | 0-0 |     |

     Équipe qualifiée ou victorieuse; Pts = points; J = joués; G = gagnés; N = nuls; P = perdus;
Bp = buts pour; Bc = buts contre; Diff = différence de buts
| 25 juin 2019 | Ghana                    | 2 - 2   | Bénin                      | Stade d'Ismaïlia, Ismaïlia                     |                                                |
| 22h00 CAT    | A. Ayew 9e · J. Ayew 42e | (2 - 1) | 2e 63e Poté                | Spectateurs : 8 094 Arbitrage : Youssef Sraïri | Spectateurs : 8 094 Arbitrage : Youssef Sraïri |
| 22h00 CAT    | Boye 37e, 54e · Nuhu 77e | Rapport | 46e D'Almeida · 90e Mounié | Spectateurs : 8 094 Arbitrage : Youssef Sraïri | Spectateurs : 8 094 Arbitrage : Youssef Sraïri |

| 29 juin 2019 | Bénin                   | 0 - 0   | Guinée-Bissau | Stade d'Ismaïlia, Ismaïlia            |                                       |
| 22h00 CAT    |                         | (0 - 0) |               | Arbitrage : Pacifique Ndabihawenimana | Arbitrage : Pacifique Ndabihawenimana |
| 22h00 CAT    | Adéoti 38e · Soukou 60e | Rapport | 10e Nanú      | Arbitrage : Pacifique Ndabihawenimana | Arbitrage : Pacifique Ndabihawenimana |

| 2 juillet 2019 | Bénin                   | 0 - 0   | Cameroun                                        | Stade d'Ismaïlia, Ismaïlia |                         |
| 18h00 CAT      |                         | (0 - 0) |                                                 | Arbitrage : Sadok Selmi    | Arbitrage : Sadok Selmi |
| 18h00 CAT      | Mounié 45e · Barazé 54e | Rapport | 20e Djoum · 42e Fai · 77e Anguissa · 90e Oyongo | Arbitrage : Sadok Selmi    | Arbitrage : Sadok Selmi |

### Phase à élimination directe
| 5 juillet 2019               | Maroc           | 1 - 1 a. p.                                              | Bénin        | Stade Al Salam, Le Caire               |                                        |
|                              | En-Nesyri 76e   | (0-0, 1-1)                                               | 54e Adilèhou | Arbitrage : Helder Martins de Carvalho | Arbitrage : Helder Martins de Carvalho |
| Idrissi 90e · El Ahmadi 101e | Rapport         | 41e, 97e Adenon · 51e Soukou · 105e Mama · 106e Anaane · |              | Arbitrage : Helder Martins de Carvalho | Arbitrage : Helder Martins de Carvalho |
| Idrissi · Boufal · En-Nesyri | Tirs au but 1-4 | Verdon · Djigla · Anaane · Mama                          |              | Arbitrage : Helder Martins de Carvalho | Arbitrage : Helder Martins de Carvalho |

| Quart de finale | Sénégal    | 1 - 0   | Bénin                                  | Stade du 30 Juin, Le Caire   |                              |
| 10 juillet 2019 | Gueye 69e  | (0 - 0) |                                        | Arbitrage : Mustapha Ghorbal | Arbitrage : Mustapha Ghorbal |
| 10 juillet 2019 | Mané 90+1e | Rapport | 44e Soukou · 82e Verdon · 90+3e Mounié | Arbitrage : Mustapha Ghorbal | Arbitrage : Mustapha Ghorbal |

## Liste des sélectionneurs
| Période                   | Sélectionneur                                        |
| ------------------------- | ---------------------------------------------------- |
| 1964-1966                 | György Varga                                         |
| 1983-1984                 | Barnabas Liebhaber                                   |
| 1990-1994                 | Peter Schnittger                                     |
| ? - ?                     | Idriss Biotchané                                     |
| 2001-2003                 | René Taelman                                         |
| 2003-2004                 | Cecil Jones Attuquayefio                             |
| 2004-2005                 | Hervé Revelli                                        |
| 2005                      | Serge Devèze                                         |
| 2005-2007                 | Edmé Codjo                                           |
| 2007                      | Wabi Gomez                                           |
| 2007-2008                 | Reinhard Fabisch                                     |
| 2008-2010                 | Michel Dussuyer                                      |
| 2010 (sept-nov)           | Jean-Marc Nobilo                                     |
| 2010 (nov)                | Fortuné Glèlè & Frédéric Martin (tournoi de l'uemoa) |
| 2010 (déc) - 2011 (aout)  | Denis Goavec                                         |
| 2011 (aout) - 2012 (jan)  | Edmé Codjo                                           |
| 2012 (jan) - 2013 (juin)  | Manuel Amoros                                        |
| 2013 (juin) - 2014 (mars) | Oumar Tchomogo                                       |
| 2014 (mars) - 2014 (nov)  | Didier Ollé-Nicolle                                  |
| 2015 (mars) - 2017 (déc)  | Oumar Tchomogo                                       |
| 2018-2021                 | Michel Dussuyer                                      |
| 2022-2023 (jan)           | Moussa Latoundji                                     |
| 2023 (fév) -              | - Gernot Rohr                                        |

## Évolution de la sélection

### 1960-2003: Les Débuts
Des années 60 à mi 80 la sélection était principalement voir uniquement composée de joueurs évoluant dans le championnat local sous un statut amateur. De mi 80 à fin 90 le championnat béninois vois son niveau évolué mais surtout son statut passer d’amateur à semi-professionnel, apparition en séléction de joueurs jouant dans les championnats de la sous-région (togo, burkina, nigéria...). C’est le cas  d’Oumar Tchomogo qui évoluait du côté de l’ASPAC de 96 à 98, avant de rejoindre la même année le Grenoble Foot 38, idem pour Moussa Latoundji qui a joué à l’AS Dragons FC de 93 à 96, puis à rejoint le Nigéria pour 1 saison en signant au Julius Berger Fc club de Lagos avant de rejoindre au mercato, la réserve du FC Metz.
Ont peut aussi citer comme ancien joueur ayant connu la sélection avant les années 2000 Adolphe Ogouyon qui est notamment connu en france pour son parcours d'entraineur féminin (Guingamp,Toulouse, ASPTT Albi).
Au début des années 2000 certains joueurs s’expatrient à l’étranger dans le but d’évoluer sous un meilleur statut et/ou dans des championnats ayant un niveau plus élevé. Durant cette période on a vu arriver en sélection des joueurs tels que Mouri Ogounbiyi, Félicien Singbo, Moustapha Agnidé, Oscar Olou, Anicet Adjamossi, Séïdath Tchomogo, Jocelyn Ahouéya, Wassiou Oladipupo. Mais surtout l’apparition des premiers binationaux Laurent D'Jaffo, Alain Gaspoz, Maxime Agueh.

### 2004-2010: L'ère des premières coupes d'Afrique
Arriver en sélection de binationaux africains tels que Stéphane Sessègnon, Khaled Adenon, Pascal Angan (Côte d'Ivoire), Razak Omotoyossi (Nigéria) et Moussoro Kabirou (Cameroun). Leurs arrivées a permis de renforcer la sélection, mais a contribué à voir le Bénin comme une sélection composée de béninois de pur sang (Abou Maïga, Bello Babatounde, Rachad Chitou, Damien Chrysostome, Nouhoum Kobéna, Achille Rouga, Valere Amoussou, Djiman Koukou ...) et d'étrangers dans la meme équipe.
Apparition en sélection de joueurs issus de la génération qui a participé au Championnat du Monde junior 2005 (Yoann Djidonou, Romuald Boco…) et de binationaux évoluant en Europe (Réda Johnson, Mickaël Poté et Emmanuel Imorou).
Participation aux Coupes d’Afrique des Nations 2004 (première de son histoire) 2008 et 2010.
En 2006 le Bénin a vu éclore le premier Centre de formation de football  le "CIFAS" (fermeture en 2011)

### 2011-2017: La période du mélange Locaux / Binationaux
De 2011 à 2013 le football béninois commence à se professionnaliser, apparition en sélection de joueurs issus de la génération CAN Junior 2013 (Saturnin Allagbé, David Djigla, Seidou Guéro Barazé, Lazadi Fousseni…), beaucoup plus de binationaux évoluant en Europe décident de rejoindre la sélection (Daniel Gbaguidi, Jordan Adéoti, Rudy Gestede, Fabien Farnolle). Cette période a vu éclore de nouveaux centres de  formation  (Abi sport, Codjia Nedville Football School, Bénin foot académie, US Sémé Kraké, Alodo sports, Centre Tanéka, APJ…) à la suite de la fermeture du Cifas.
De 2014 à 2017: arrive une nouvelle vague de binationaux évoluant en Europe (Jonathan Tinhan, Sessi d'Almeida, Frédéric Gounongbe, Joris Ahlinvi, Cédric Hountondji, Olivier Verdon, Steve Mounié) et celle de jeunes joueurs locaux (Jodel Dossou (2013), Ulrich Quenum, David Kiki, Désiré Segbe Azankpo, Paterne Counou, Abdel Fadel Suanon, Séïbou Mama, Marcellin Koukpo, Abdel Nabil Yarou, Jean Ogouchi, Charbel Gomez).

### Depuis 2018: Place aux jeunes
De 2018 à 2020 la sélection a vu arriver des locaux et des binationaux  tels que (Tidjani Anaane, Chérif-dine Kakpo, Youssouf Assogba, Rodrigue Fassinou, Rodrigue Kossi Fiogbé, Jérôme Bonou, Cebio Soukou, Yannick Aguemon et Mattéo Ahlinvi) Sur cette période la sélection a participé à sa 4ème Coupe d'Afrique des Nations.
De 2020 à maintenant la sélection a vu arriver des locaux et des binationaux tels que (Rachid Moumini, Rabiou Sankamao, Dodo Dokou, Imourane Hassane, Chamssi Deen Chaona, Tamimou Ouorou, Salim Bawa, Moussa Farou, Samson Akinyoola, Ange Chibozo, Florentin Sègla Gbemaïto, Serge Obassa, Junior Olaitan, Hounkpè soumaila, Yohan Roche, Maël Sedagondji, Mohamed Tijani, Ryan Adigo, Aiyegun Tosin, Melvyn Doremus, Andréas Hountondji, Halid Djankpata , Brandon Agounon, Prince Ricardo Dossou, Gislain Ahoudo et David Tchetchao...).

## Statistiques

### Nombre de match en selection
| Joueur             | Matchs |
| ------------------ | ------ |
| Stéphane Sessègnon | 85     |
| Mickaël Poté       | 68     |
| Razak Omotoyossi   | 55     |
| Jodel Dossou       | 52     |
| Jordan Adéoti      | 45     |
| Steve Mounié       | 42     |
| Oumar Tchomogo     | 34     |
| David Kiki         | 31     |

### Meilleurs buteurs
| Joueur             | Buts |
| ------------------ | ---- |
| Stéphane Sessègnon | 24   |
| Razak Omotoyossi   | 21   |
| Steve Mounié       | 20   |
| Oumar Tchomogo     | 15   |
| Mickaël Poté       | 10   |